# 羅勃特·白朗寧

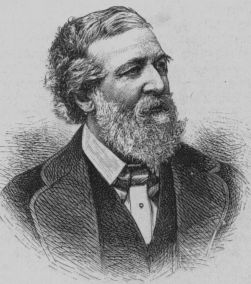
羅勃特·白朗寧

羅勃特·白朗寧（英語：Robert Browning，1812年5月7日—1889年12月12日），英國詩人，劇作家，主要作品有《戲劇抒情詩》(Dramatic Lyrics)，《環與書》(The Ring and the Book)，詩劇《巴拉塞爾士》(Paracelsus)。他的獨角戲以諷刺、人物塑造、黑色幽默、社會評論、歷史背景以及具有挑戰性的詞彙和句法，而在維多利亞時代的詩人中，享有盛譽。
其妻为伊丽莎白·巴雷特·勃朗宁（英语：Elizabeth Barrett Browning，1806年3月6日－1861年6月29日）是英国维多利亚时代最受人尊敬的诗人之一。